# Султан Мурад-хан
Султан-Мурад (31 июля 1490—1518) — султан Ак-Коюнлу в Ираке, Фарсе и Кермане в 1500—1508 годах. Полное имя — Абу-л-Музаффар Султан-Мурад бен Якуб.

## Биография
Происходил из рода Ак-Коюнлу. Один из сыновей Султана Ягуба (1464—1490), третьего султана государства Ак-Коюнлу (1478—1490). Родился в 1490 году в Тебризе. Вскоре погиб его отец. Долгое время скрывался в Ширване. В 1497 году знать восстала и объявила его претендентом на трон против султана Гёдека Ахмед-хана. Вскоре Султан Мурад занял Тебриз, столицу государства Ак-Коюнлу. Впрочем, после поражения Султана Ахмеда власть в государстве Ак-Коюнлу оказалась у родственников Султана Мурада, братьев Алванд-Мирзы и Султан-Мухаммада.
В 1498 году Султан-Мухаммад потерпел поражение в войне против Алванд-Мирзы и отступил в Исфаган. Этим воспользовалось окружение Мурада, который выступил в 1499 году против последнего. В результате в 1500 году Султан-Мухаммад был свергнут, а с Алванд-Мирзой заключен договор о разделе владений при номинальном верховенстве Алванд-Мирзы. В результате Султан-Мурад получил Аджемский и Арабский Ирак, Фарс, Керман, Систан. Впрочем, фактическую власть должна была получить племенная знать, учитывая малый возраст правителя.
В 1503 году после победы над Алванд-Мирзой против Султан-Мурада выступил шах Исмаил I из династии Сефевидов. 21 июня того же года состоялась битва при Алма Гулаги (неподалёку от Хамадана), в которой войска Ак-Коюнлу потерпели поражение. В результате Султан-Мурад потерял провинции Фарс и Керман. Впрочем, он сумел сохранить правление над Арабским Ираком, перенеся столицу в Багдад.
В 1508 году снова началась война с Сефевидами, которая завершилась поражением Султан-Мурада. Он потерял все владения, кроме Урфы, где сумел укрепиться. Вскоре нашёл поддержку османского султана Селима I Явуза. Умер в Урфе в 1518 году.

## Семья
Жена — Бенти-хатун, дочь Алауддевле Бозкурта, правителя бейлика Зулькадар (1479—1515).
Дети:
- Якуб
- Хасан